# Harald Christensen
Harald Christensen, né le 9 avril 1907 à Kolding et mort le 27 novembre 1994 à Copenhague, est un coureur cycliste danois de cyclisme sur piste.

## Carrière
Harald Christensen participe aux Jeux olympiques d'été de 1932 à Los Angeles et remporte la médaille de bronze dans l'épreuve du tandem avec Willy Gervin.